# Astronidium storckii
Astronidium storckii es una especie de planta de flores perteneciente a la familia  Melastomataceae. Es endémica de Fiyi con dos colonias en Viti Levu. Excepto por el espécimen tipo recogido en Ovalau, la especie se conoce solamente en Viti Levu.
Se encuentra en las densas selvas entre los 30 a 1150 m s. n. m. de altura.

## Fuente
- World Conservation Monitoring Centre 1998.  Astronidium storckii.   2006 IUCN Red List of Threatened Species.    Bajado el 20-08-07.